# Sint-Laurentiuskerk (Zammel)

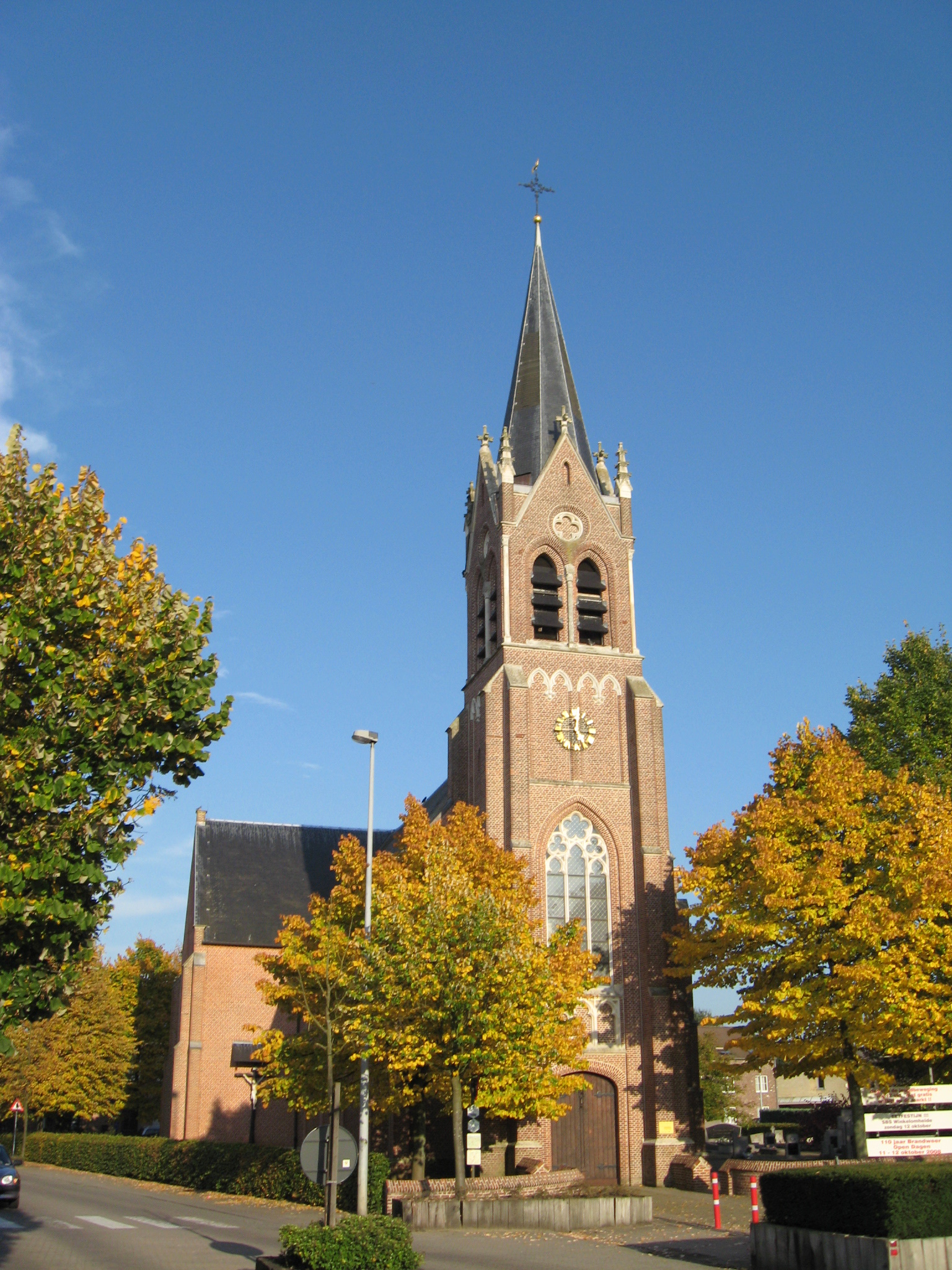
Sint-Laurentiuskerk

De Sint-Laurentiuskerk is de parochekerk van de tot de Antwerpse gemeente Geel behorende plaats Zammel, gelegen aan de Zammelseweg.

## Geschiedenis
In 1412 zou te Zammel al een Sint-Laurentiuskapel hebben gestaan. Deze was afhankelijk van de Sint-Amandusparochie te Geel. Vanwege de grote afstand werd Zammel in 1523 verheven tot zelfstandige parochie.
In 1669 werd de kapel ingrijpend verbouwd. Deze kapel was uiteindelijk bouwvallig en bovendien te klein. Van 1794-1795 werd de kapel onttakeld met de bedoeling een nieuw kerkgebouw te stichten. De Franse overheersing maakte dit echter onmogelijk.
In 1801 mochten er weer erediensten worden gehouden. Dit geschiedde nu in een schoolgebouw. Behoefte aan een definitieve kerk bleef bestaan en in 1846-1847 werd deze kerk gebouwd naar ontwerp van Eugeen Gife. De kerk kwam niet op dezelfde plaats te staan van de kapel.
De toren werd van 1863-1865 gebouwd naar ontwerp van Johan Van Gastel. Voordien was er een dakruiter.

## Gebouw
Het betreft een driebeukige bakstenen georiënteerde kruiskerk in vroege neogotische stijl. De kerk heeft een driezijdig afgesloten koor en een voorgebouwde westtoren, welke vier geledingen en een ingesnoerde naaldspits heeft.

## Interieur
Het kerkmeubilair is overwegend neogotisch en stamt uit de 19e eeuw. De kuip van de preekstoel is van 1630-1631, gebruikt in een preekstoel van 1847. Het orgel werd gebouwd door Henri De Volder (1849).